# Rockland (Idaho)
Rockland è una città degli Stati Uniti d'America, situata nello Stato dell'Idaho, nella Contea di Power.